# Nils Olav
El coronel en cap Sir Nils Olav (Edimburg, 1972) és un pingüí reial, mascota i coronel en cap de la Guàrdia Reial de Noruega. Viu al zoològic d'Edimburg, Escòcia. El càrrec va pertànyer al ja mort Sir Nils Olav I i posteriorment al seu fill homònim, Sir Nils Olav II, que va heretar els títols del seu pare. De la mateixa manera, en morir Nils Olav II els càrrecs van ser transferits al novament fill homònim, Sir Nils Olav III.
Se'ls va atorgar, a més del rang de coronel, la plaça de mascota de la Guàrdia Reial de Noruega durant la visita dels soldats de la guarnició reial el 15 d'agost de 2008.

## Nils Olav I
Quan la Guàrdia del Rei noruec va visitar l'Edinburgh Military Tattoo de 1961 per a un exercici d'exhibició, un tinent anomenat Nils Egelien es va interessar en la colònia de pingüins del zoològic d'Edimburg. Quan els guàrdies, una vegada més van tornar a Edimburg en 1972, ell mateix va fer els arranjaments perquè la unitat adoptés al pingüí.
Així, va ser anomenat Nils; en honor de Nils Egelien, i Olav; inspirant-se en el rei Olav V de Noruega.
Inicialment se li va donar el rang de "visekorporal" (sots-caporal).
No obstant això, era promogut cada cop que la Guàrdia del Rei visitava al Edinburgh Military Tattoo. En 1982 va ser nomenat caporal, i ascendit a sergent en 1987.

## Nils Olav II

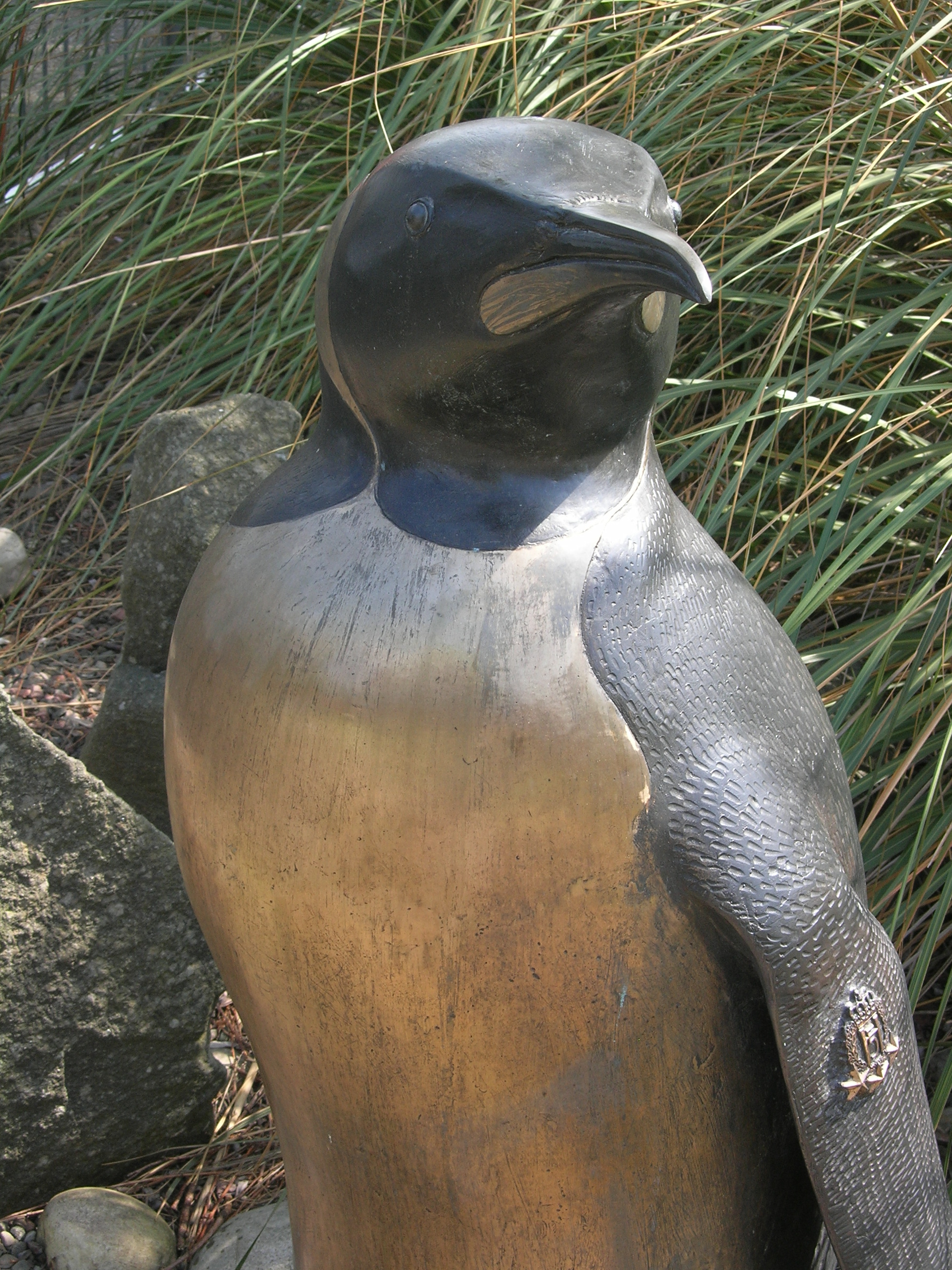
L'estàtua de bronze de Nils Olav

Poc després del seu ascens a sergent, Nils Olav I va morir, i el seu lloc va ser pres per Nils Olav II, el seu fill, l'edat del qual aleshores era de dos anys. Aquest va seguir ascendint, i el 1993 va obtenir el rang de sergent major del regiment.
El 18 d'agost de 2005, va ser ascendit a coronel en cap i el 15 d'agost de 2008 va ser guardonat amb el títol de cavaller. Va ser el primer pingüí a rebre tal honor en l'exèrcit noruec.
El càrrec va ser aprovat pel rei Harald V de Noruega. Durant la cerimònia una multitud de diversos centenars de persones es van unir als guàrdies en el zoològic per escoltar un discurs del monarca, en el qual va afirmar que el pingüí tenia "en tots els sentits els requisits per rebre l'honor i la dignitat de la cavalleria". El nom de Nils Olav ha estat també donat a dos pingüins rei altres que van precedir l'actual com la mascota de la Guàrdia del Rei.
Al mateix temps, una estàtua de bronze 120 centímetres va ser presentada al zoològic d'Edimburg en el seu honor. Una altra estàtua va ser erigida en el complex de la Guàrdia Reial de Noruega en Huseby, Oslo.
A Noruega, sempre se l'ha considerat com la mascota de la Guàrdia del Rei, encara que tant en la placa de la seva estàtua, i a la pàgina web del Consolat del Govern de Noruega a Edimburg, es refereixen a ell com a coronel en cap.

## Nils Olav III
Sir Nils Olav III va heretar els rangs del seu predecessor Sir Nils Olav II després de la mort d'aquest entre els anys 2008 i 2016.
Al 22 d'agost de 2016 va ser promocionat a Brigadier (d'acord amb la nomenclatura establerta per l'armada de Noruega) en una cerimònia en la qual van participar més de 50 membres de la guardia reial de Noruega.